# ميكي ساوادا
ميكي ساوادا (باليابانية: 沢田美喜؛ بالكانا: さわだ みき) هي كاتِبة يابانية، ولدت في 19 سبتمبر 1901 في طوكيو في اليابان، وتوفيت في 12 مايو 1980.